# Штрассман, Фриц
Фриц Штрассман (нем. Fritz Strassmann, полное имя Фридрих Вильгельм Штрассман (Friedrich Wilhelm Straßmann); 22 февраля 1902, Боппард — 22 апреля 1980, Майнц) — немецкий химик и физик.

## Биография
В 1924 году Штрассман окончил Ганноверскую высшую техническую школу. С 1929 года работал с О. Ганом и Л. Мейтнер в Институте химии кайзера Вильгельма в Берлине.
В послевоенные годы занимал должность профессора Майнцского университета (1946—1970), одновременно в 1946—1952 гг. являлся директором Института неорганической и ядерной химии.

## Научная деятельность
Научные труды посвящены ядерной химии, радиохимии. Изучал процессы ядерного деления, свойства радиоактивных изотопов урана и тория.
В 1938 совместно с О. Ганом открыл деление ядер урана при бомбардировке их нейтронами, химическими методами доказал факт деления. Эта трактовка опытов была подтверждена Л. Мейтнер и О. Фришем.

## Награды
- Премия им. Э. Ферми Американской комиссии по атомной энергии (1966)